# Avión de entrenamiento

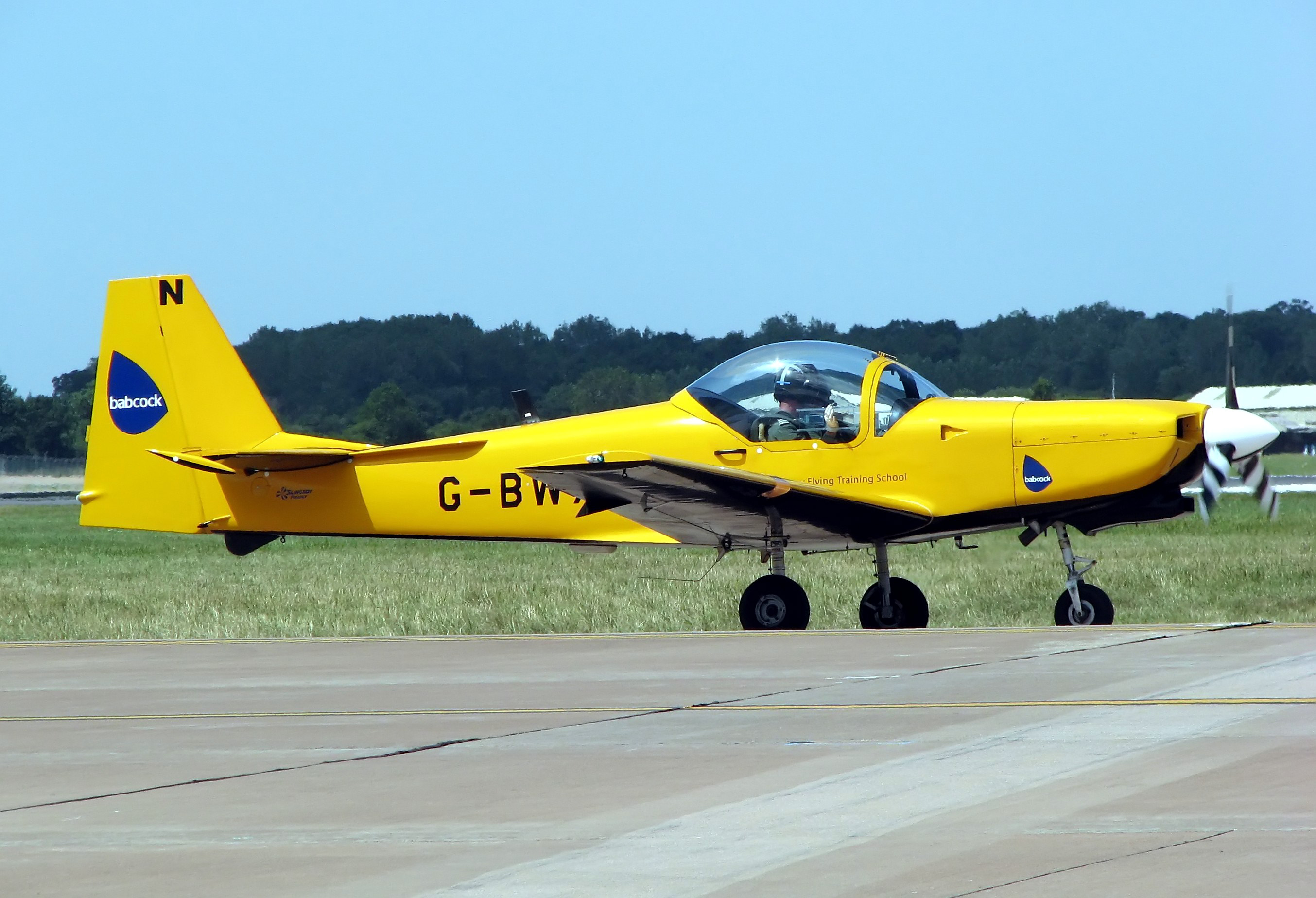
Un Slingsby T-67 Firefly de la Escuela de la UK Defence Elementary Flying Training School, usado para entrenar pilotos de la Armada y del Ejército.

Un  avión de entrenamiento es un avión usado para desarrollar las habilidades de pilotaje, de navegación o de combate de los tripulantes de aeronaves, para el entrenamiento de pilotos de la academia de vuelo de la Fuerza Aérea y para pilotos civiles, que luego tendrán un entrenamiento más avanzado y prácticas de vuelo en aviones superiores, más grandes y pesados, aviones de combate supersónicos, bombarderos y aviones de uso civil.

## Entrenadores civiles
Los pilotos civiles normalmente son entrenados en una aeronave ligera, con dos o más plazas para alumno e instructor, que están sentados juntos como piloto y copiloto. La aeronave puede modificarse para resistir las condiciones de vuelo impuestas por los vuelos de entrenamiento. 
La mayoría de las aerolíneas civiles no operan con aviones de entrenamiento y contratan el entrenamiento de los tripulantes de vuelo a organizaciones de entrenamiento especializadas, pero los pilotos cuando pasan de la academia de vuelo a sus primeras horas de vuelo en aviones, necesitan pilotar aviones de entrenamiento. Un ejemplo de una aerolínea que opera con aviones de entrenamiento es la alemana Lufthansa que tiene una subsidiaria Lufthansa Flight Training para entrenar a los tripulantes de vuelo y los tripulantes de cabina.

## Entrenadores militares

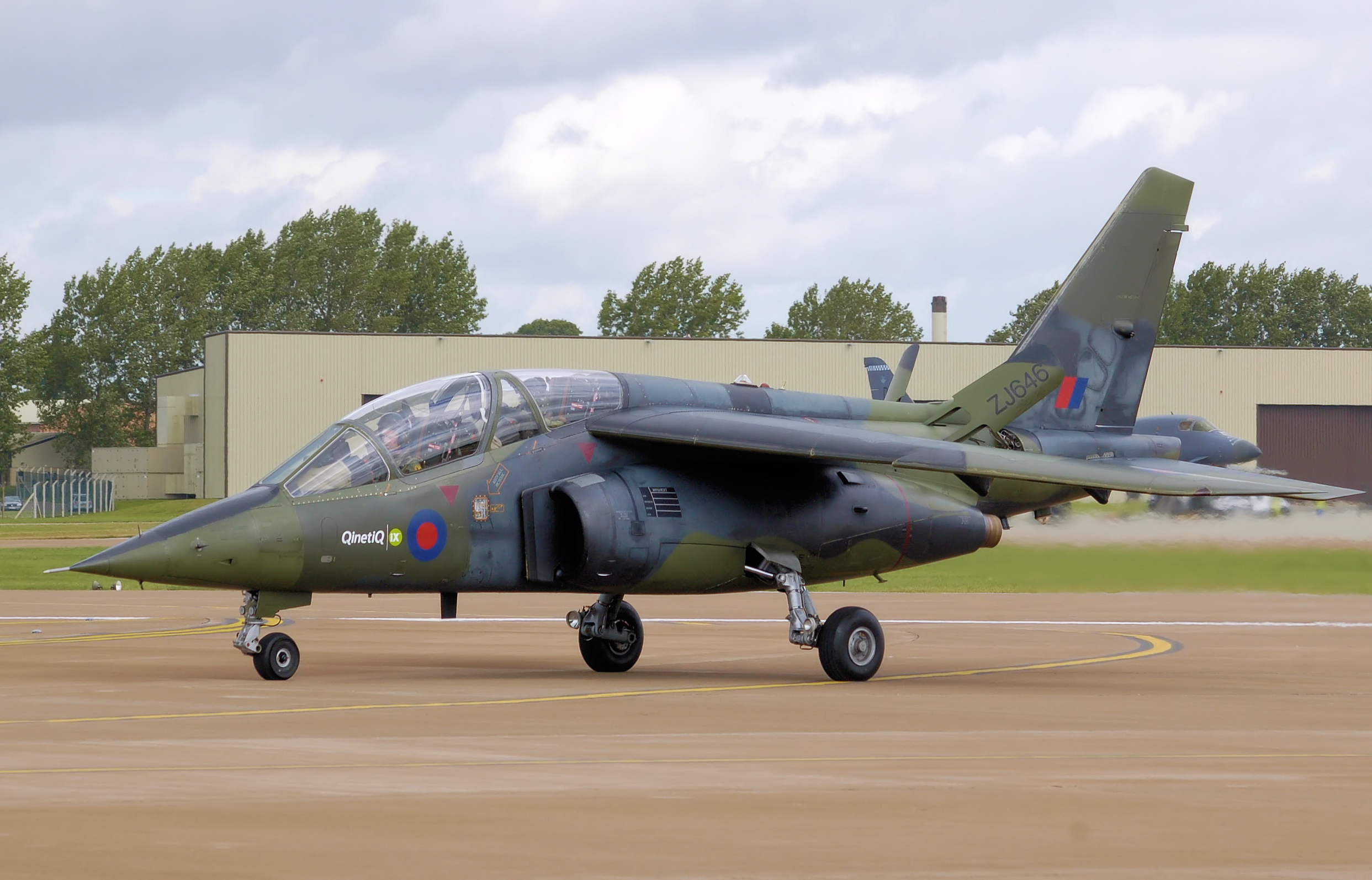
Entrenador avanzado Dassault/Dornier Alpha Jet.

Algunas fuerzas aéreas contratan las actividades de entrenamiento a compañías privadas, o conciertan que los funcionarios militares entrenen con aeronaves proporcionadas y mantenidas por una empresa privada. Algunas fuerzas aéreas más grandes ofrecen plazas disponibles en sus propios cursos para entrenar pilotos de las fuerzas aéreas de naciones en desarrollo como una forma de ayuda militar.
Actualmente, el entrenamiento para el pilotaje de los aviones militares se realiza en dos etapas:
- El entrenamiento básico, durante el cual el alumno aprende lo esencial para volar.
- El entrenamiento avanzado, en el cual el piloto aprende las aptitudes de combate  y se entrena para todas aquellas misiones a las que estará destinado una vez que entre a formar parte del servicio operativo con aviones más grandes y pesados.

Los aviones de entrenamiento deben poseer cualidades particulares, como por ejemplo, una excelente visibilidad para el alumno y para el instructor, buena maniobrabilidad a media y baja altitud, buenas características acrobáticas y la posibilidad de ser empleado (con ciertas limitaciones) como avión de combate, permitiendo así que fuerzas aéreas pequeñas dispongan también de un pequeño avión de ataque, para complementar su ala aérea y el entrenamiento de pilotos en una misma plataforma de vuelo, así ahorran costes operativos en horas de vuelo, mantenimiento y reparaciones.

### Entrenador avanzado

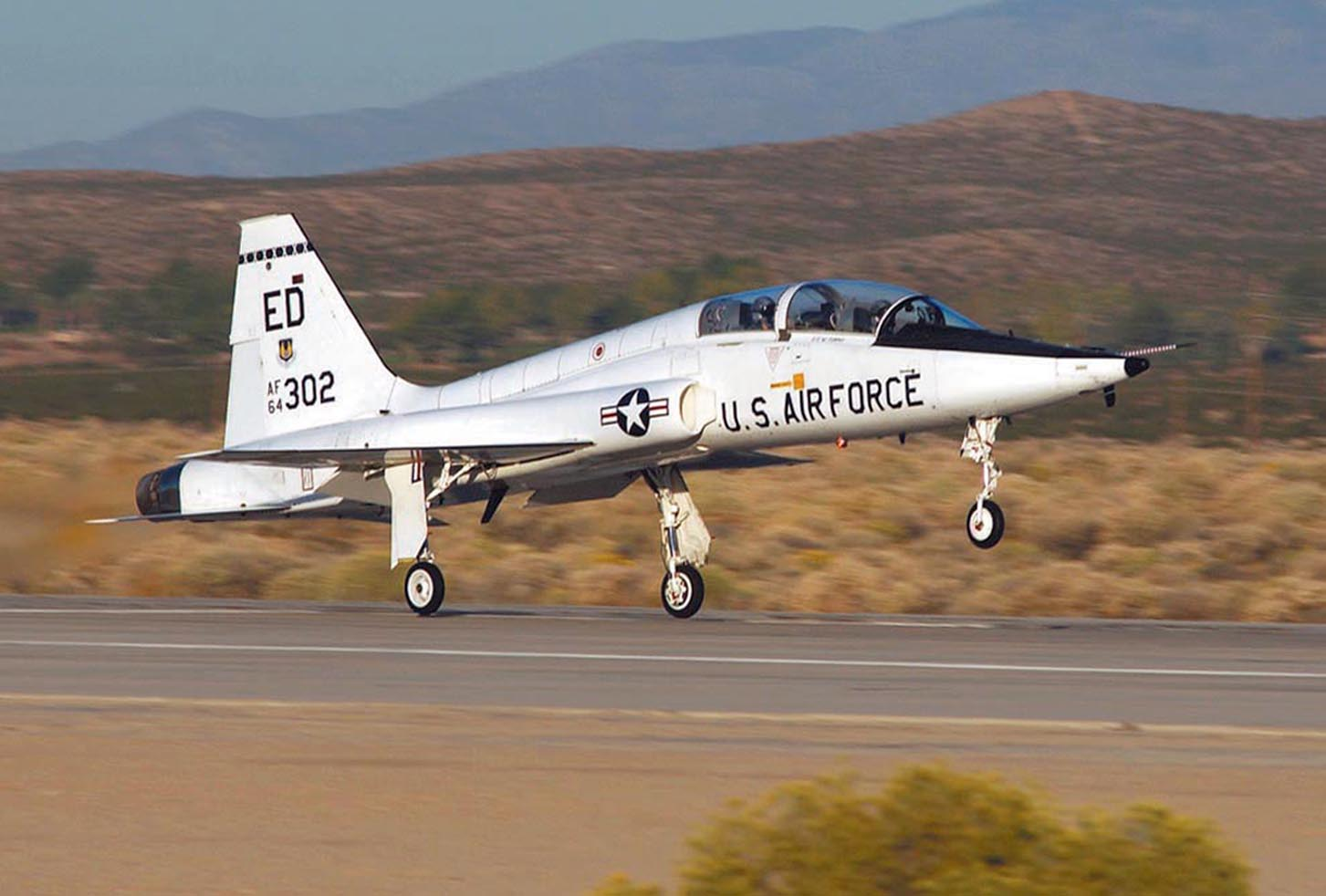
Un T-38 Talon de la Fuerza Aérea de los Estados Unidos durante un despegue.

Es un avión que tiene mayor velocidad, un motor a reacción, mayor capacidad para realizar maniobras de vuelo avanzadas, mayor elevación y capacidad de realizar giros cerrados, puede imitar las maniobras de vuelo de aviones más grandes y pesados.

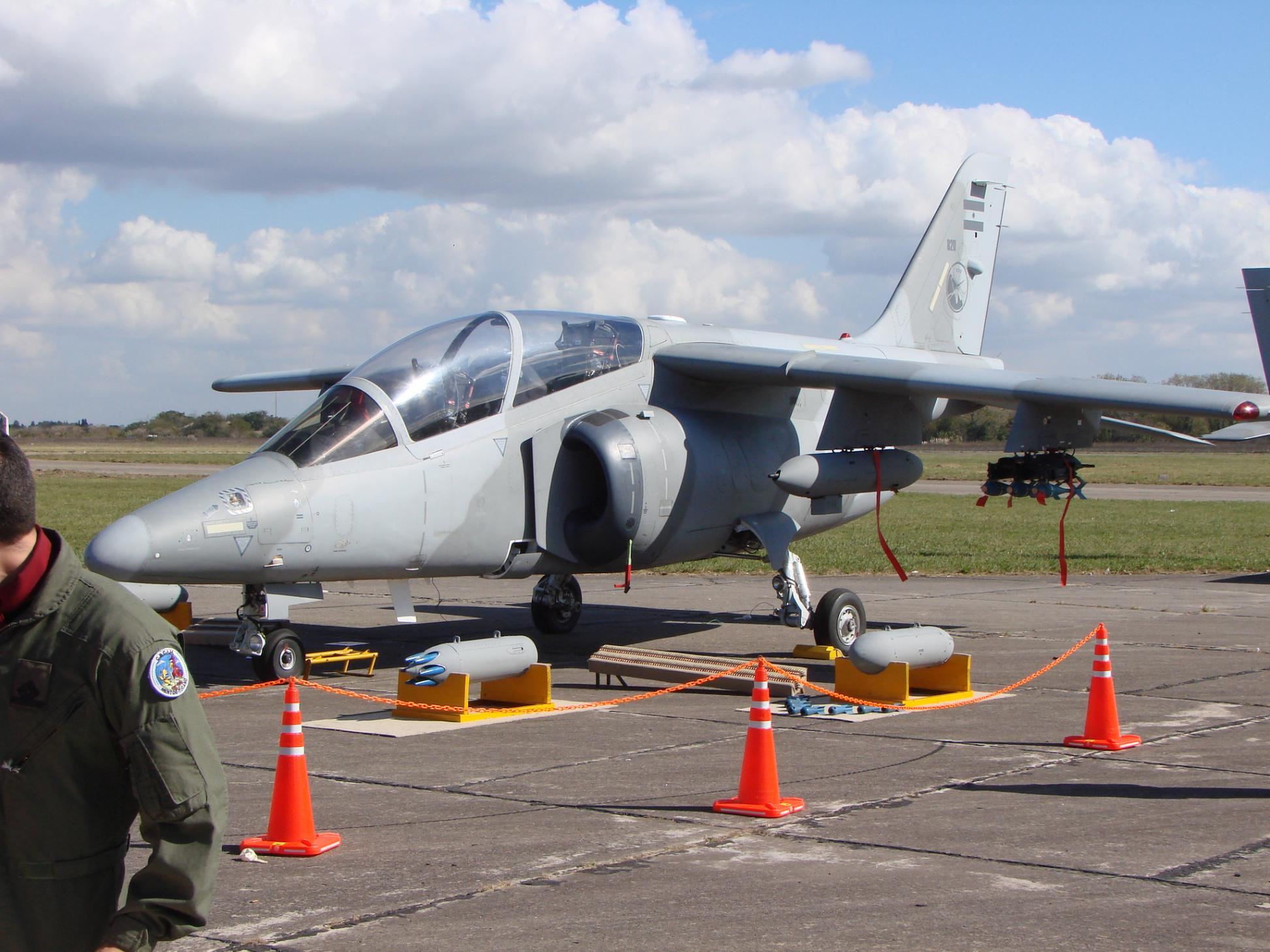
Un IA-63 Pampa de la Fuerza Aérea Argentina en el Air Show de Morón, Buenos Aires, Argentina

### Uso en combate de entrenadores

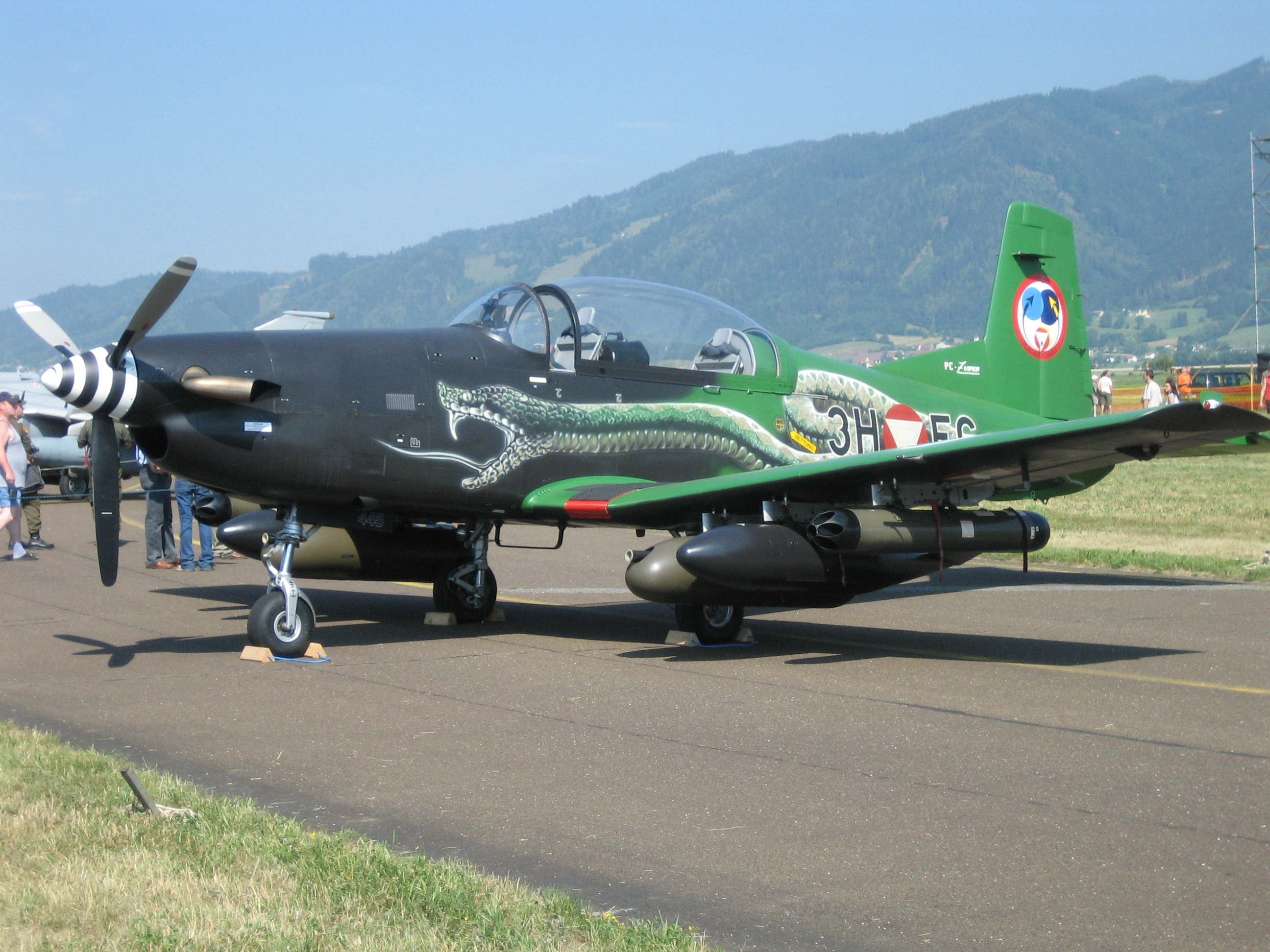
Un Pilatus PC-7 de la Fuerza Aérea Austriaca en configuración contrainsurgencia (COIN).

En las fuerzas aéreas más pequeñas los entrenadores básicos, además de ser usados como entrenadores, son usados para misiones de contrainsurgencia, lucha contra el tráfico de drogas, contrabando y patrulla, control aéreo avanzado (FAC) y ataque ligero.
Los entrenadores avanzados son capaces de portar y lanzar armamento.

### Equipos de exhibiciones acrobáticas

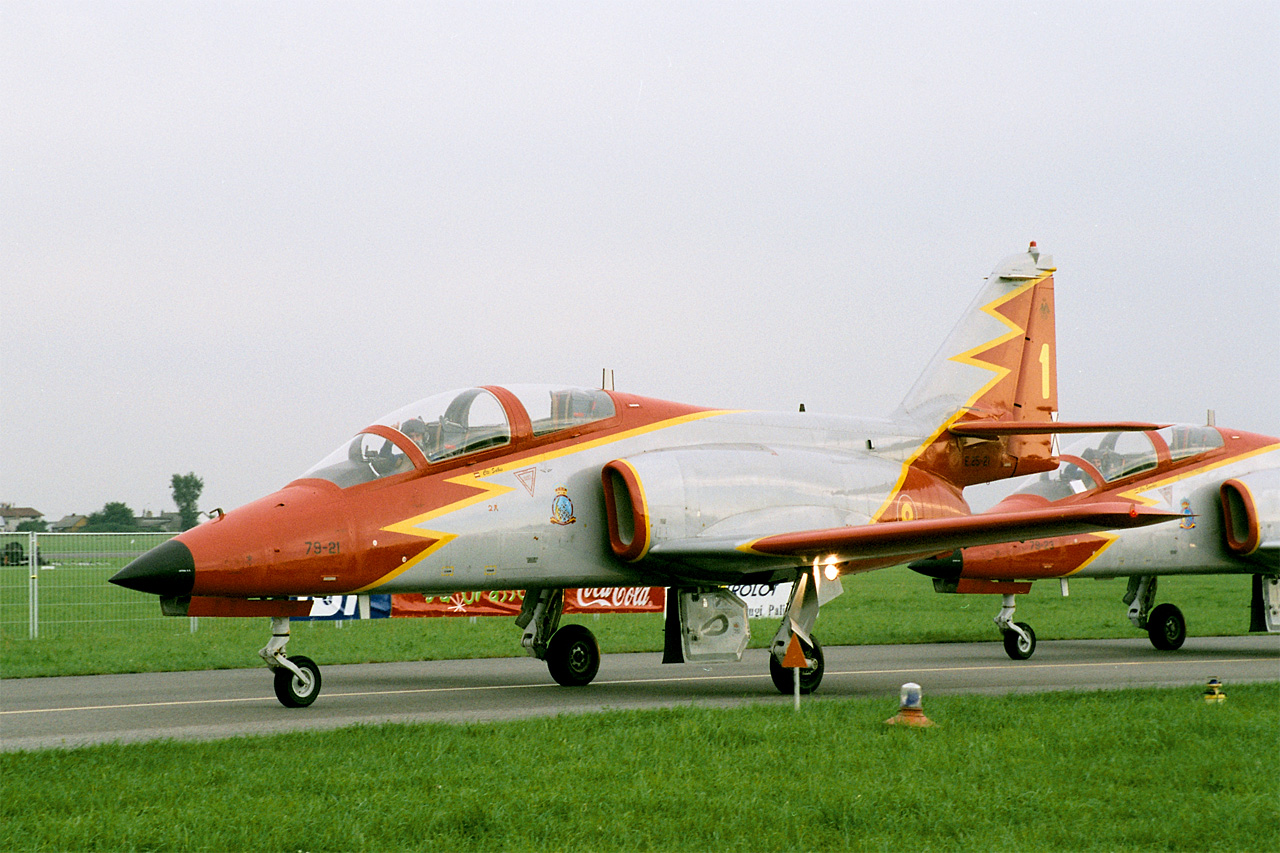
Un entrenador avanzado CASA C-101 de la Patrulla Águila del Ejército del Aire de España.

Algunos aviones de reacción, como el Aermacchi MB-326 italiano, el Fouga Magister francés, los británicos Folland Gnat y British Aerospace Hawk, o el CASA C-101 español son usados por equipos acrobáticos de formación nacional.